# Distance, Light & Sky
Distance, Light & Sky is een band die bestaat uit de Nederlandse Chantal Acda, haar partner Eric Thielemans en de Amerikaan Chris Eckman (bekend van The Walkabouts).
Het debuutalbum 'Casting Nets' werd opgenomen in Praag met Phil Brown achter de knoppen.

## Discografie
- 2014 Casting Nets (Glitterhouse Records)